# Constans II. (Gegenkaiser)

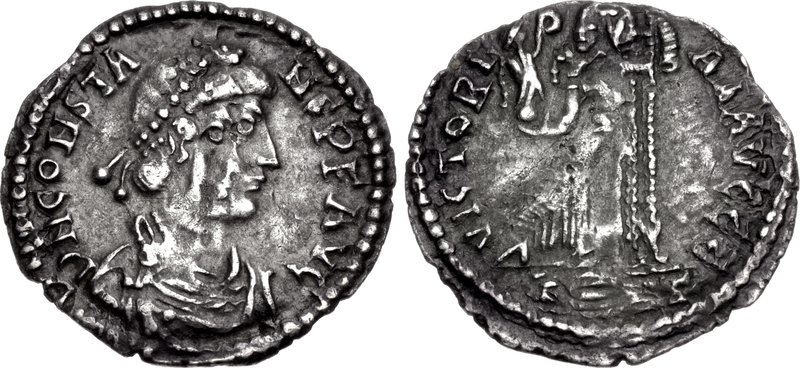
Siliqua des Constans II.

Constans (II.) († 411 in Vienne) war von 409 (oder 410) bis 411 Mitregent des weströmischen Gegenkaisers Konstantin (III.). Weil er als Kaiser nie allgemein anerkannt wurde, führt er die Ordnungszahl II. nur inoffiziell bzw. aus weströmischer Perspektive. In den ost- bzw. gesamtrömischen Kaiserlisten ist sie Kaiser Konstans II. (641–668) vorbehalten.

## Leben
Constans war der ältere der beiden Söhne Konstantins (III.), der sich 407 in Britannien gegen Kaiser Honorius erhoben hatte und nach der militärischen Räumung der Insel die Herrschaft über Gallien ausübte. Da jedoch in Hispanien Verwandte des Honorius (dessen Familie aus Hispanien stammte, siehe Flavius Theodosius) zu diesem hielten, wollte Konstantin zunächst diese Flanke bearbeiten. 408 wurde Constans von seinem Vater, wie es bei Orosius heißt, aus einem Kloster geholt, zum Caesar ernannt und mit dem Heermeister Gerontius und dem Prätorianerpräfekten Apollinaris nach Spanien entsandt. Sein jüngerer Bruder Julian erhielt den Titel nobilissimus. Nach der Niederschlagung der Verwandten des Honorius in Hispanien ließ Constans seine Frau und seinen Hofstaat in der Obhut des Gerontius in Saragossa zurück, um zum Rapport nach Arles zurückzukehren, wo sein Vater seine Residenz eingerichtet hatte.
Ende 409 erhielt Constans den Auftrag, nach Spanien zurückzukehren, um die Sueben, Alanen und Vandalen zurückzuschlagen, die auf ihrem Zug durch Gallien im September die Pyrenäen erreichten. Konstantin erhob Constans spätestens 410 in den Rang des Augustus (Mitkaisers) und übertrug das Kommando der Truppen dem General Justus. Daraufhin rebellierte Gerontius und rief seinen Sohn (oder Untergebenen) Maximus ebenfalls zum Augustus aus. Der befürchtete Angriff aus Spanien erfolgte im Jahr 410, als Gerontius im Verein mit germanischen Verbündeten nach Gallien vorrückte. Anfang 411 wurde Constans von Gerontius in Vienne belagert, gefangen genommen und hingerichtet. Seinen Vater Konstantin ereilte wenig später in Arles durch den Heermeister und späteren Mitkaiser Flavius Constantius dasselbe Schicksal.